# Ex negativo
Die Phrase ex negativo (von lat. ex = aus, heraus und negatum = das Verneinte) wird gewöhnlich zur Kennzeichnung einer bestimmten Art von Definition verwendet. Bei einer Definition ex negativo wird angegeben, was ein Begriff nicht ist oder was er ausschließt.
- Beispiel: Gesundheit kann ex negativo als ein Zustand definiert werden, bei dem keine Krankheiten auftreten.

Darüber hinaus wird ex negativo auch benutzt, um das Verhältnis von Personen oder Sachverhalten zu beschreiben:
- Beispiel: Für den Kompositionsstil Claude Debussys war die Musik Richard Wagners ein starker Einfluss ex negativo.

Gemeint ist damit, dass Debussy sich in seiner Musik von der Wagners abzusetzen versuchte.